# 王志華
王志華（？—），中華人民共和國黑龍江省哈尔滨市呼兰县呼兰镇人，他是劫機來臺的中國大陸劫機犯中最後一位被遣返中國大陸的人。對他的遣返標誌着中國大陸地區人民涉嫌劫持民用航空器來台案件的全部劫機犯均已被遣返中國大陸。

## 背景
王志華此前为哈尔滨中药四厂工人。王在哈尔滨中药四厂任职期间涉嫌贪污公款1.8万余元，并有重大盗窃犯罪嫌疑，后被哈尔滨市检察机关批准逮捕。
王志華自稱多年來一直收聽台灣的廣播，嚮往台灣的自由、繁榮，加上長期受老闆的欺壓，才會劫機來台。家人完全不知道他的劫機計劃。由於過去報導了不少成功劫機來台的消息，劫機者被稱爲反共義士，更加強了王志華的劫機信心，但他並不知劫機會被判重刑。
1990年代，中國大陸劫機事件高發；特別是在1993年，劫機事件共發生21起，成功次數高達10起，劫機目的地均為台灣。而劫持者的犯案動機，不乏盼來台能減刑的中國大陸通緝犯、對中共當局統治不滿的農民、對生活現況不滿或工作不順的普通市民。

## 劫機到台湾并获刑
1993年11月8日，在浙江航空沖八劫機事件中，乘客王志華用紙包肥皂，外面纏繞電線偽裝成爆炸物，劫持原定杭州飛往福州的浙江航空F65903客機於當日下午2點43分安全降落台灣中正國際機場（現桃園國際機場）。當時机上载有5名机组人员，54名乘客。飛機落地後王志華隨即被逮捕，原機人員也在2小時後隨即飛回中國大陸。該事件也是1993年第6度有大陸飛機遭劫來台，也是在11月5日後時隔不到72小時，又發生第2起劫機事件，也創下被劫來台飛機停留時間最短的紀錄。
王志華事後被臺灣的法院判處有期徒刑十年，後來獲減刑。
當時王志華家裏有35岁的妻子和4岁的儿子，其在中國大陸的妻子稱劫機後家人未有受到來自中國大陆官方的政治壓力。

## 在台意圖再度劫機并获刑
王志華原定於1999年2月被遣返中國大陸，但在由台北飛往金門尚義機場的立榮航空專機DHX8－300（编号B－15237）上，王志華等人竟然企圖再次劫機，假借要陳情，拿出由收容中心馬桶拉桿作成的鐵器，攻擊隨行的前海基會副秘書長詹志宏，企圖劫機轉往美国太平洋领地關島，結果割傷詹志宏，卻未劫機成功。王志華未能被如期遣返中國大陸。
事後調查發現，楊明德、林文強、師月波和王志華密謀再度劫機並挾持人質，以抗爭遣返。不過林文強、師月波和王志華雖然帶有利器，卻並沒有與楊明德一起行動。後經台灣方面判決，王志華被台北地方法院以觸犯民用航空、妨害公務等罪判處有期徒刑四年兩個月。
第二次服刑期满后的王志华，於遣返前暫時收容於內政部移民署宜蘭收容所。王志华获悉即将被再次遣返的消息后，一度在宜兰收容所内吞食大量治疗高血压药物自杀，所幸抢救得宜并无大碍。

## 遣返中國大陸及获刑
服刑期滿後的王志華於2008年2月28日被遣返中國大陸。內政部警政署刑事警察局當日上午在嚴密戒護下，派直昇機將王志華押解到馬祖福澳港。和一同被台灣遣返的两百多名偷渡者不同，王志华被单独关在底舱一个房间，由专人看守。在被移交给中國大陸方面后，王志華又被戴上刑具，随即送上福建福州来的“海峡号”。之後王志华被彻底搜身——细到拿出鞋垫检查鞋底。当天下午4时许，船在福州亭江码头一靠岸，王志华就被浙江警方帶走。至此，中國大陸地區人民涉嫌劫持民用航空器來台案件的全部劫機犯均已被遣返中國大陸。
由于中國大陆方面目前并不承认台湾的司法管辖权，劫机犯的刑期不能抵消。根據判決先例，王志华在中國大陆仍将会被判处12年左右的刑期。
2008年，浙江省杭州市中级人民法院一审判决，被告人王志华犯劫持航空器罪，判处有期徒刑十二年，剥夺政治权利二年。